# Charles Reginald Cambridge Lane
Sir Charles Reginald Cambridge Lane, britanski general, * 1890, † 1964.